# Ian Banbury
Ian Banbury (Hemel Hempstead, 27 novembre 1957) è un ex pistard e ciclista su strada britannico.

## Palmarès

### Olimpiadi
- 1 medaglia:
  - 1 bronzo (Montréal 1976 nell'inseguimento a squadre)